# ریزار
ریزار (انگلیسی: Rezar؛ زادهٔ ۱۶ ژوئن ۱۹۹۴) کشتی‌گیر کشتی حرفه‌ای، و کشتی‌گیر اهل آلبانی است.